# Comté de Camp
Le comté de Camp, en anglais : Camp County, est un comté situé à l'est de l'État du Texas aux États-Unis. Fondé le 6 avril 1874, le siège de comté est la ville de Pittsburg. Selon le recensement des États-Unis de 2020, sa population est de 12 464 habitants. Le comté a une superficie de 526 km2, dont 512 km2 en surfaces terrestres. Il est nommé en l'honneur de John Lafayette Camp (en), un homme politique texan du XIXe siècle. 

## Organisation du comté
Le comté est fondé le 6 avril 1874 à partir des terres du comté d'Upshur. Il est définitivement organisé, c'est-à-dire autonome, le 20 juin 1874. Il est baptisé en référence à John Lafayette Camp (en), un homme politique texan du XIXe siècle, sénateur américain, originaire du comté d'Upshur.

## Géographie
Le comté de Camp est situé à l'est du Texas, aux États-Unis,.
Il fait partie des terrains forestiers exploitables de l'est du Texas, une région fortement boisée, avec une grande variété de résineux et de feuillus, en particulier le pin, le cyprès et le chêne. Il est le troisième plus petit comté de l’État, avec une superficie totale de 526 km2, composée de 507 km2 de terres et de 19 km2 de zones aquatiques. L'altitude varie de 76 m à 137 m.
Le comté est drainé par le ruisseau Big Cypress (en), qui formait les limites nord et est du comté lorsqu'il a été organisé.

## Comtés adjacents
|                   | Comté de Titus |                 |
| Comté de Franklin | comté de Camp  | Comté de Morris |
| Comté de Wood     | Comté d'Upshur |                 |

## Démographie
Lors du recensement de 2010, le comté comptait une population de 12 401 habitants. Elle est estimée, en 2017, à 12 855 habitants,.

Pyramide des âges du comté de Camp (2000).

| Groupes           | Comté de Camp | Texas | États-Unis |
| ----------------- | ------------- | ----- | ---------- |
| Blancs            | 67,8          | 70,4  | 72,4       |
| Afro-Américains   | 17,4          | 11,9  | 12,6       |
| Autres            | 10,9          | 10,6  | 6,4        |
| Métis             | 2,7           | 2,5   | 2,7        |
| Amérindiens       | 0,7           | 0,7   | 0,9        |
| Asiatiques        | 0,5           | 3,8   | 4,8        |
| Total             | 100           | 100   | 100        |
|                   |               |       |            |
| Latino-Américains | 21,4          | 37,6  | 16,7       |

## Personnalité originaire du comté
- Carroll Shelby (1923-2012), pilote automobile et entrepreneur, né à Leesburg.